# Robert von Haug

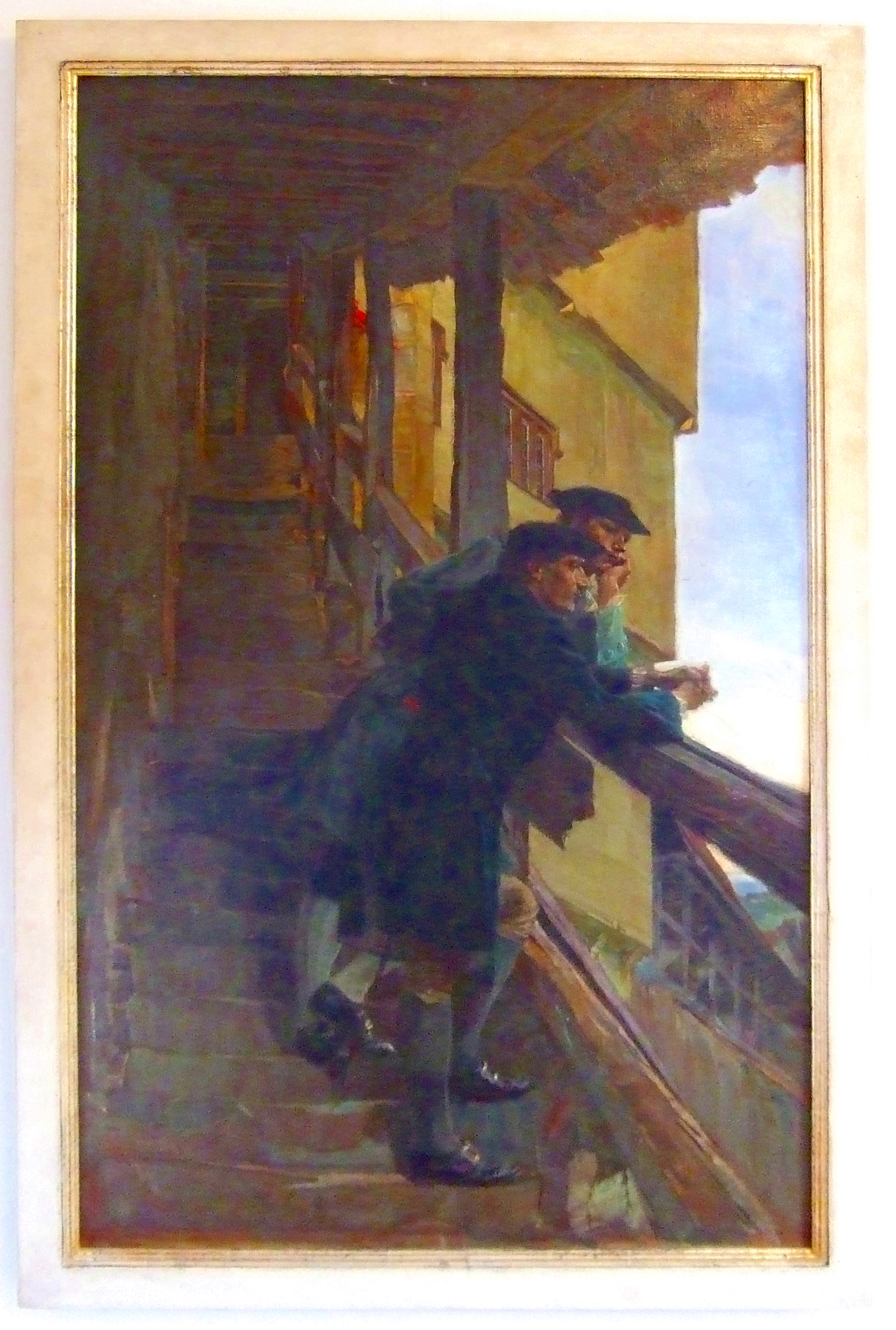
Esslinger Burgstaffeln

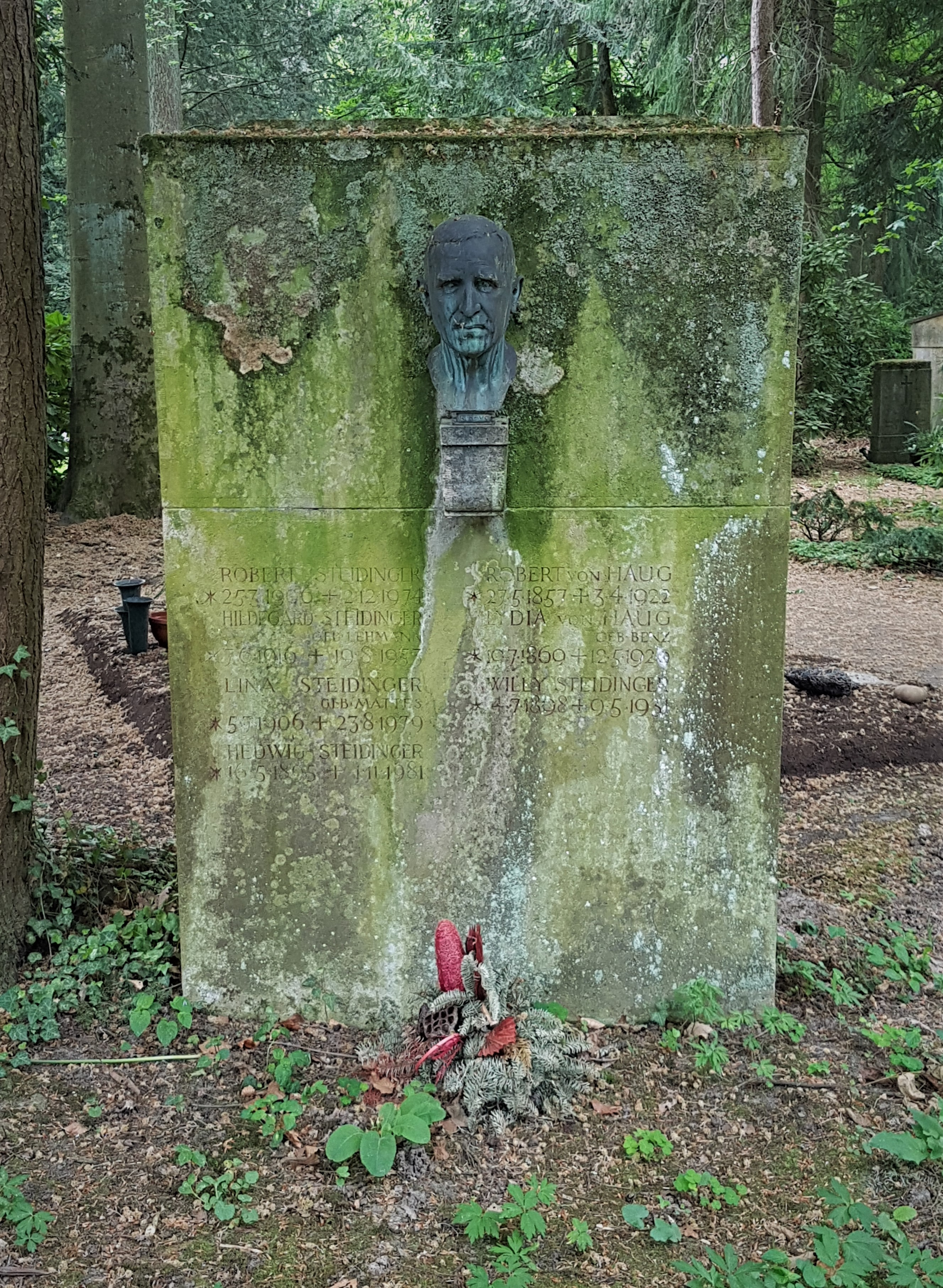
Grabstätte auf dem Stuttgarter Waldfriedhof

Robert von Haug (* 27. Mai 1857 in Stuttgart; † 3. April 1922 ebenda) war ein deutscher impressionistischer Maler, Illustrator, Lithograph, Hochschullehrer und -direktor. Seiner bevorzugten Motive wegen wurde er als „Schlachtenmaler“ etikettiert.

## Leben
Haug studierte von 1872 bis 1877 an der Stuttgarter Kunstschule und von 1877 bis 1879 an der Münchner Kunstakademie; zu seinen Lehrern gehörten Carl von Häberlin, Bernhard von Neher und Otto Seitz. Intensiven Kontakt pflegte er in München mit Karl Stauffer und Ludwig Herterich. 1879 ließ er sich wieder in Stuttgart nieder. Von 1894 bis 1922 lehrte er in der Nachfolge Claudius Schraudolph d. J. als Professor an der Stuttgarter Kunstschule (ab 1901 Akademie); von 1902 bis 1912 war er auch deren Direktor. Einer seiner Schüler war Carl Geist.
Etwa um 1912 begann ein Richtungsstreit zwischen den Avantgardisten um Adolf Hölzel und den Traditionalisten, auf deren Seite Haug stand. Nachdem Hölzel, der das Direktorat von 1916 bis 1918 innehatte, 1919 von seinem Amt als Professor zurücktrat und die Berufung Paul Klees scheiterte, sank die Stuttgarter Akademie in regionale Bedeutung zurück.
Haugs Grabstätte befindet sich auf dem Waldfriedhof Stuttgart.

## Werke
Haug beteiligte sich ab 1883 an zahlreichen Ausstellungen, z. B. im Münchner Glaspalast, bei der Münchener Secession und der Großen Berliner Kunstausstellung, schuf aber zunächst vor allem Buchillustrationen. 1889 kaufte die Stuttgarter Gemäldegalerie sein Bild Die Preußen vor Möckern an; später kamen zahlreiche weitere Werke Haugs in öffentlichen Besitz.
Zu seinen bekanntesten Lithographien gehören Morgenrot (1904), Rechberg (1906) und Das Duell (1906). Etwas umstritten waren seine Fresken im Stuttgarter Rathaus und im Kunstgebäude. Sein Gemälde Abschied von 1889 gelangte in die Neue Pinakothek in München, Freiwillige Jäger von 1891 in die Alte Nationalgalerie in Berlin. Weitere Werke gingen in den Besitz des Museums der Bildenden Künste in Leipzig, der Galerie Neue Meister in Dresden, des Wallraf-Richartz-Museums in Köln, der Kunsthalle Bremen und des Museums Breslau über.